# Viola brachyphylla
Viola brachyphylla är en violväxtart som beskrevs av Wilhelm Becker. Viola brachyphylla ingår i släktet violer, och familjen violväxter. Inga underarter finns listade i Catalogue of Life.